# ناسی لمونی
ناسی لمونی (انگلیسی: Nasi Lemuni) یک غذای برنجی است که منشأ آن مالزی می‌باشد. به‌طور مرسوم به عنوان، غذایی برای خوردن فرد در حال زایمان می‌باشد، زیرا اعتقاد بر این است که پنج‌انگشت هندی، سبزی، می‌تواند جریان خون را بهبود بخشیده، باعث تعادل هورمون‌ها شده و عمل هضم را بهتر کند. شبیه ناسی لمک است ولی با نوعی گیاه، که به نام داون لمونی (انگلیسی: Vitex trifolia leaves، برگ پنج‌انگشت هندی) معروف است، پخته می‌شود.
بعضی مواقع مردم این غذا را همراه با سامبال، مرغ سوخاری، ماهی آنچوی، خیار و تخم مرغ آب‌پز سفت می‌خورند. مصرف این غذا، مناسب وعدهٔ صبحانه و ناهار است.